# Vicente 'Huevo' Romo
Vicente Romo Navarro (Santa Rosalía, Baja California Sur, 12 de abril de 1943) conocido también como el “Huevo” Romo es un ex lanzador de béisbol profesional, relevista, diestro, mexicano, que jugó en 8 temporadas en las Grandes Ligas de Béisbol (1968 a 1982), 24 temporadas en la Liga Mexicana del Pacífico, (1961 – 1984), miembro del Salón de la Fama, (1992) por diversos récords en su haber. 

## Beisbol Profesional
Su carrera abarcó 25 temporadas, desde 1961 hasta 1986. Inició su carrera en la Liga Mexicana del Pacífico en 1961 con Ostioneros de Guaymas, en 1962, lo hizo con Tigres de Aguascalientes en la Liga Central en 1963 lo hizo con los Tigres Capitalinos, en 1964 incursionó en las Ligas menores de Estados Unidos y en 1968, debutó en las Ligas Mayores de béisbol. Se retiró como jugador en 1986, pero continuó como entrenador de lanzadores en la Liga Mexicana de Beisbol. Ganó un total de 409 victorias en su vida profesional.
Es hermano mayor del también lanzador de Grandes Ligas Enrique Romo.

## Liga Mexicana del Pacífico
En ésta liga se inició como beisbolista profesional, el 13 de octubre de 1961, donde estuvo por 24 temporadas en 3 equipos. Debutó con Ostioneros de Guaymas y estuvo con ellos hasta 1969; se ahí se fue a los Yaquis de Cd. Obregón hasta 1974, y luego por 10 años estuvo con los Tomateros de Culiacán, hasta 1984. Vistió también el uniforme de Cañeros de Los Mochis y el de los Naranjeros de Hermosillo como refuerzo.
Jugó 438 partidos, para 182-137 en ganados y perdidos, para 1961 ponches y 2.38 PCLA, donde fue líder por 4 temporadas en éste sector que es un récord al respecto. Realizó 2,038 ponches.

### Temporadas en la liga
- 1961 – 1969 Ostioneros de Guaymas.
- 1970 – 1974 Yaquis de Cd. Obregón.
- 1975 - 1984 Tomateros de Culiacán.

### Récords en la liga
- Es el 1° con 38 blanqueadas.
- Es el 1° como líder de juegos ganados con 182.
- Es el 1° como número de temporadas como líder de efectividad con 4.
- Es el 1° en ponches con 2038 muy lejos de José Peña Gutiérrez quien quedó con 1601.
- Es el 1° con 2.38 de efectividad en carreras limpias admitidas por juego; el más cercano es Horacio Piña con 2.43 quien trabajó diez años menos.
- Es el 1° en juegos completos lanzados con 178 de 364 oportunidades para un 49%. Su más cercano competidor fue José Peña con 173 (22 años) y Ángel Moreno Veneroso 137 (24 años).
- Lanzó un juego sin hit, pero con carrera, de su relevista Rubén Rendón quien permitió anotación después de una base por bolas y dos “wild pitch” en la segunda entrada.
- Lanzó un juego sin hit ni carrera fue el domingo 19 de noviembre de 1961 por la mañana Vicente lanza 6 entradas y un tercio en relevo a Emilio Ferrer desde la tercera, combinándose ambos para lanzar un juego sin hit ni carrera contra los Yaquis de Ciudad Obregón; a la semana siguiente ganó su segundo juego con otro gran relevo de 5 entradas y dos carreras permitidas.

### Serie del Caribe
Estuvo representando a México en 9 Series del Caribe: Puerto Rico, México Venezuela y Dominicana, donde fue refuerzo para Naranjeros de Hermosillo donde fueron campeones en 1976. También estuvo con los Yaquis y los Tomateros en esta serie. Es el pitcher mexicano con más triunfos en esta serie.

## Liga Mexicana Central
El "Huevo" Romo, jugó en 1962 con los Tigres de Aguascalientes en la extinta Liga Mexicana Central.

## Liga Mexicana de Beisbol
Tuvo un récord de 214-154 en 19 temporadas y tiene el récord de carrera de mejor efectividad con al menos 2,000 entradas lanzadas a 2.49 PCLA, para ser el 5° en ponches con 1,857. Sus 2 mejores temporadas fueron en 1978 con 22 triunfos con los Cafeteros de Córdoba y 21 triunfos con los Olmecas de Tabasco en 1975. Inició con los Tigres del México en 1963–64. De ahí se fue a Estados Unidos y cuando regresó a México después de 10 años, participó en cuatro temporadas con los Cafeteros de Córdoba. Estuvo tres temporadas con los Azules de Coatzacoalcos. De ahí fue adquirido por los Cardenales de San Luis después de la temporada de 1981, pero fue devuelto a los Azules antes de la temporada de 1982. En 1983 se vistió con la franela de los Tigres del México. En el ´84 y ´85, estuvo con Diablos Rojos del México, para finalizar su carrera en 1986 con los Leones de Yucatán.

### Récords en la liga
- Es 1° en carreras limpias superando al segundo lugar George Brunet por 0.17 Para lanzadores con 2000 entradas o más.
- Es 3° en blanqueadas con 52.
- Es 3° en porcentaje de ganados y perdidos con 0.632, superado por Rafael García (.645) y Andrés Ayón (0.633) y 7° en juegos completos con 179. Ganó 182 juegos.[4]

### Temporadas en beisbol de verano
- 1962 Tigres de Aguascalientes.
- 1963 - 1964 Tigres del México.
- 1964 - 1974 Béisbol de Estados Unidos.
- 1975 Olmecas de Tabasco.
- 1978 - 1981 Cafeteros de Córdoba.
- 1982 Azules de Coatzacoalcos.
- 1983 Tigres del México.
- 1984 - 1985 Diablos Rojos de México.
- 1986 Leones de Yucatán.

## Estados Unidos
En una carrera de ocho temporadas, en Grandes Ligas, Romo registró una efectividad de 3.36, para 52 salvamentos, 416 ponches en 335 juegos lanzados. Esto significa que Vicente sacaba los 27 outs en la mitad de los juegos que comenzaba por encima de Tom Seaver (1967-86), un “MLB Hall Fame” contemporáneo de Romo, quien terminó con 231 en 647 comienzos para un 35.7%. Llegó en 1964, y jugó tres temporadas en las ligas menores, con los Portland Beavers. Fue seleccionado en el draft de la Regla 5 por Los Ángeles Dodgers.

#### Temporadas en Estados Unidos
- 1964 Beavers de Portland.
- 1968 Dodgers de los Ángeles.
- 1968 - 1969 Indios de Cleveland.
- 1969 – 1970 Medias Rojas de Boston.
- 1971-1972 Medias Blancas de Chicago.
- 1973 – 1974 Padres de San Diego.
- 1982 Dodgers de los Ángeles.

### Dodgers de los Ángeles
El 11 de abril de 1968, hizo su debut en las Grandes Ligas en el segundo juego de la temporada, lanzando una entrada sin permitir carrera contra los Mets de Nueva York, para apuntarse el primero de 32 juegos que pudo ganar por 33 derrotas con 3.36 PCLA con 416 ponches y 52 juegos salvados. El 24 de mayo de 1982, Romo volvió con Dodgers. Romo lanzó después de ocho años de estar con Padres. El 19 de julio de 1982 lanzó para su primera victoria desde 1974, en las Grandes Ligas y la primera como titular desde 1970. Sufrió una lesión en la pierna y se perdió el resto de la temporada. Se retiró de Grandes Ligas 27 de julio de 1982.

#### Medias Rojas de Boston
El 19 de abril de 1969, Romo fue canjeado de los Indios a los Medias Rojas de Boston por Ken Harrelson, Dick Ellsworth y Juan Pizarro. Compartió deberes como cerrador con Sparky Lyle durante la mayor parte del año. Hizo 11 aperturas, registrando un récord de 5-2, incluida la única blanqueada de su carrera el 18 de septiembre contra los Orioles de Baltimore. En general, tuvo marca de 7-9 con 11 salvamentos en 1969. Romo comenzó la temporada de 1970 en la zona de calentamiento, y ocasionalmente lo llamaron para que hiciera un buen comienzo. En ocho aperturas, Romo tuvo marca de 0-3 con efectividad de 6.56 y fue trasladado de regreso en septiembre.

#### Medias Blancas de Chicago
Estuvo en 1971 y 1972 con los Medias Blancas de Chicago, como relevista medio.

### Padres de San Diego
En 1973 fue transferido a los Padres de San Diego, donde se le dieron algunas oportunidades más para cerrar, liderando en salvamentos en 1974 con nueve. Fue liberado durante el entrenamiento de primavera de 1975.

## Premios Récords y reconocimientos
- Fue Novato del Año con Ostioneros de Guaymas en 1961 y en 1963 con Tigres del México.
- El 1.er juego perfecto lanzado en la Mexicana del Pacífico, donde su público fueron 72 personas y los Yaquis de Obregón ganaron 12 a 0 a Ostioneros de Guaymas.
- Es el 2.º en duración como profesional, con 25 años, igualado por Mercedes Esquer y superado por Ángel Moreno Veneroso con 27 años.
- En 1992 fue llevado al Salón de la fama del Béisbol Mexicano.[9]
- Los Yaquis de Cd. Obregón retiraron el # 24 en su honor (22 nov 2011)
- Los Tomateros de Culiacán retiraron el # 27 en su honor (6 dic. 2011)

## Últimos Años
Se convirtió en entrenador de lanzadores con Charros de Jalisco. A sus 75 años continuaba (2018) como entrenador de picheo con Venados de Mazatlán.